# Martirii din Lübeck
Martirii din Lübeck au fost trei preoți romano-catolici și un pastor protestant din Lübeck condamnați la moarte de autoritățile naziste și executați prin ghilotinare în data de 10 noiembrie 1943. Cei patru au fost executați unul după altul, la interval de 3 minute, iar sângele lor a curs, conform martorilor oculari, literalmente împreună.
Cei patru au fost Johannes Prassek, Eduard Müller, Hermann Lange și Karl Friedrich Stellbrink.
Martirii din Lübeck sunt sărbătoriți deopotrivă în calendarul catolic și în cel protestant, pe 10 noiembrie.

## Procesul
Procesul a avut loc din 22 până în 24 iunie 1943. Împreună cu cei patru clerici au fost trimiși în judecată 18 laici, care au primit pedepse mai ușoare (între 6 luni și 5 ani de închisoare), pentru a evidenția că „vinovăția defetismului” ar fi fost în principal a celor patru clerici.